# Alchemilla atrovirens
Alchemilla atrovirens är en rosväxtart som beskrevs av Robert Buser och Jaquet. Alchemilla atrovirens ingår i släktet daggkåpor, och familjen rosväxter. Inga underarter finns listade i Catalogue of Life.